# Abrod
Abrod je národní přírodní rezervace v katastrálním území obce Veľké Leváre v okrese Malacky v Bratislavském kraji na Slovensku. Území bylo vyhlášeno v roce 1964 a jeho rozloha je 92 hektarů. Předmětem ochrany je lokalita slatiništní vegetace s významnými rostlinnými společenstvy, reliktními a vzácnými druhy rostlin. Rezervace je zároveň ornitologickou lokalitou.